# Гаички
Га́ички (лат. Poecile) — род небольших птиц семейства синицевых. Гаички — маленькие птички с пушистым оперением буровато-серого цвета. На голове тёмная «шапочка» — чёрная или тёмно-серая, на горле чёрное или серо-бурое пятно. Распространены в Европе, Азии (к югу от лесотундры до Средиземноморья, Ирана и Китая) и в Северной Америке. Населяют леса различного типа, пойменные заросли и сады. Гнёзда устраивают в дуплах, в кладке 6—10 яиц. Питаются мелкими беспозвоночными и их личинками, а также семенами и плодами; поедая вредных насекомых, приносят пользу лесному хозяйству.
Гаичек часто по традиции причисляют к роду Parus, однако данные анализа последовательности гена Цитохром b митохондриальной ДНК, проведённого в 2005 году группой американских биологов, показывают более отдалённое родство этой группы птиц по отношению к остальным синицам.
На территории России 3 вида:
- Буроголовая гаичка, или пухляк (Poecile montanus),
- Черноголовая, или болотная гаичка (Poecile palustris),
- Сероголовая гаичка (Poecile cinctus)

## Виды
В состав рода включают 15 видов:
- Poecile atricapillus — Черношапочная гаичка
- Poecile carolinensis — Каролинская гаичка
- Poecile cinctus — Сероголовая гаичка
- Poecile davidi — Синица Давида
- Poecile gambeli — Гаичка Гамбела
- Poecile hudsonicus — Коричневоголовая синица
- Poecile hypermelaenus
- Poecile hyrcanus — Гирканская гаичка
- Poecile lugubris — Средиземноморская большая гаичка
- Poecile montanus — Буроголовая гаичка
- Poecile palustris — Черноголовая гаичка
- Poecile rufescens — Рыжеспинная гаичка
- Poecile sclateri — Мексиканская гаичка
- Poecile weigoldicus
- Poecile superciliosus — Белобровая синица